# Skierbieszów
Skierbieszów (tussen 1942-1944 Duits: Heidenstein) is een dorp in de Poolse woiwodschap Lublin. De plaats maakt deel uit van de gemeente Skierbieszów.

## Geboren
- Horst Köhler (1943-2025), bondspresident van Duitsland (2004-2010)